# Tatevi Anapat
Tatevi Anapat (en arménien Տաթեւի Անապատ, « ermitage de Tatev ») ou Tatevi Metz Anapat (Տաթեւի Մեծ Անապատ, « grand ermitage de Tatev ») est un monastère arménien situé dans la vallée du Vorotan et dans la communauté rurale de Tatev, dans le marz de Syunik, en Arménie méridionale ; il se trouve près du monastère de Tatev.
L'ermitage date des XVIIe et XVIIIe siècles et s'agence autour de son église Sourp Astvatsatsin (« Sainte-Mère-de-Dieu »).

## Situation géographique
Pour un article plus général, voir Syunik.
Tatevi Anapat est situé dans le sud de l'Arménie, en Syunik, dans la communauté rurale de Tatev et dans la vallée du Vorotan. il se trouve en dessous du monastère de Tatev, au milieu des bois.

## Histoire
L'ermitage est fondé au XVIIe siècle (entre 1660 et 1668) par des moines d'un autre ermitage, Harants Anapat, détruit par un séisme en 1658 ; les premiers bâtiments sont l'église, les remparts et les cellules monastiques, tandis que les autres bâtiments, dont le gavit, sont érigés dans la première moitié du XVIIIe siècle.
Aujourd'hui abandonné, il a été placé en même temps que le monastère de Tatev par l'Arménie sur sa liste indicative du patrimoine mondial en 1995 sous le nom « Monastères de Tatev et Tatevi Anapat et zones adjacentes de la vallée du Vorotan » (critères (i), (ii), (iv), (vi), (vii), (ix)).

## Bâtiments
Pour un article plus général, voir Architecture arménienne.
Tatevi Anapat comprend l'église Sourp Astvatsatsin (« Sainte-Mère-de-Dieu »), située au sud-ouest du complexe et comprenant trois nefs. Les autres bâtiments sont les cellules, le réfectoire, les bâtiments fonctionnels et le gavit. Enfin, les remparts sont percés de deux entrées, au sud et au nord.